# بزدنیتسا
بزدنیتسا (به لاتین: Bezdenitsa) یک منطقهٔ مسکونی در بلغارستان است که در شهرستان مونتانا واقع شده‌است.